# Iosco
Il piroscafo Iosco è stato una nave da carico che prestò servizio sui Grandi Laghi dalla sua costruzione nel 1891 al suo naufragio il 2 settembre 1905, quando la nave e il suo rimorchiatore, la goletta Olive Jeanette affondarono nel Lago Superiore. Mentre il relitto dell'Olive Jeanette si trovava a una profondità di oltre 91 m di acqua a circa 13 km dalle Isole Huron negli anni '90, il relitto della Iosco non è stato ancora trovato.

## Storia

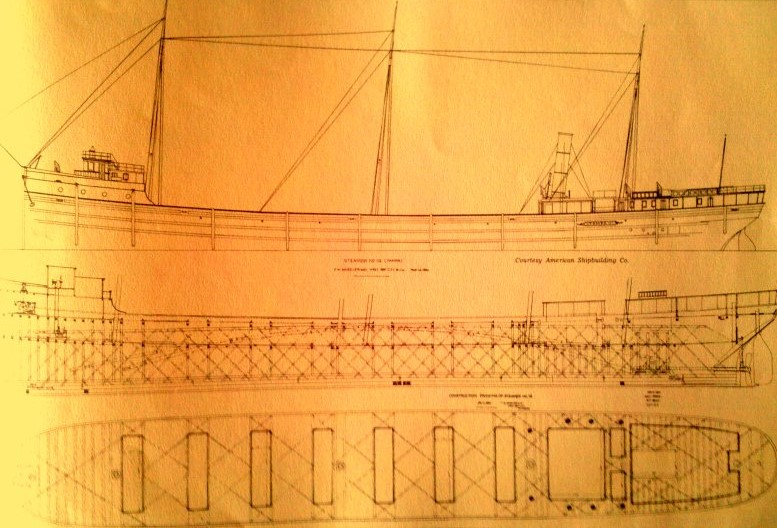
Progetti di scafo per la nave gemella della Iosco, la Tampa
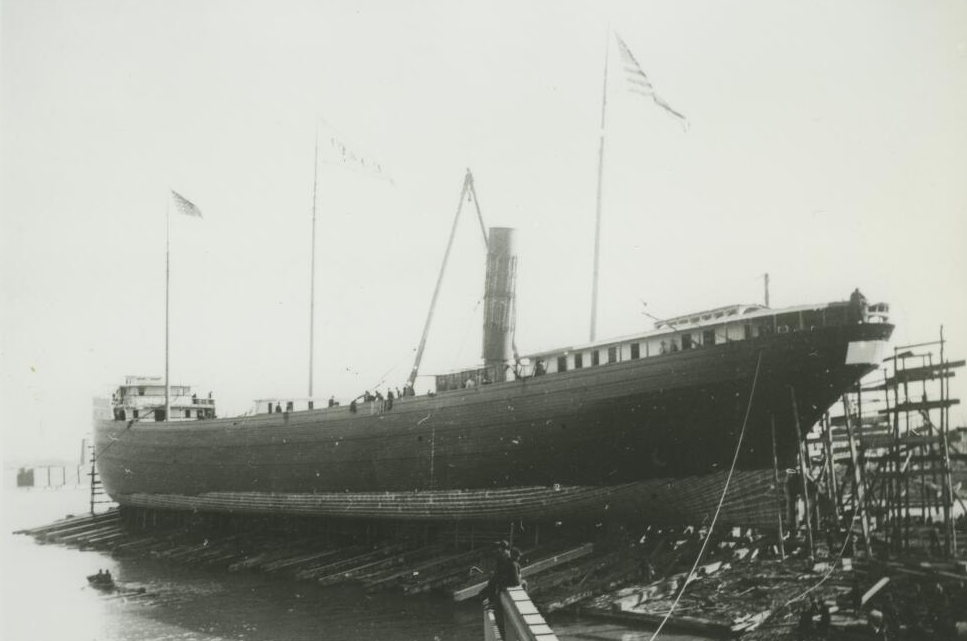
La Iosco in costruzione

La Iosco fu costruita dalla West Bay City Shipbuilding Company (F.W. Wheeler Shipyards) di West Bay City, Michigan. Prese il nome dalla contea di Iosco, una contea del Michigan. Era una dei tre bastimenti costruiti in legno quasi identici tra cui Tampa, William F. Sauber, Uganda, C.F. Bielman e L.R. Doty. Venne varata il 25 aprile 1891. Aveva un grande scafo di quercia bianca.
Con una lunghezza fuori tutto di 95 m, la Iosco era una delle più grandi navi di legno mai costruite. Il suo scafo era di 89 m tra le sue perpendicolari, la sua larghezza massima era di 12 m e la sua stiva arrivava a una profondità di 6,1 m. A causa delle sue grandi dimensioni, la Iosco aveva bisogno di diversi archi in acciaio, un paramezzale in acciaio, rinforzi trasversali in acciaio e diverse piastre in acciaio per aumentare la sua forza. La Iosco aveva un motore a vapore a tripla espansione a tre cilindri costruito dalla Frontier Engine Works Company di Detroit, Michigan. Il suo enorme motore a vapore a tripla espansione era in grado di generare 1.000 CV (746 kW), il suo propulsore aveva cilindri da 51, 83 e 140 cm, ciascuno con una corsa di 110 cm. Aveva due caldaie Scotch Marine a carbone che erano alte 3,7 m e larghe 3,58 m. Avevano anche una pressione del vapore di 167 pounds-force per square inch (1.150 kPa); le sue caldaie furono costruite dai Wickes Brothers di Saginaw, Michigan.

## Il naufragio
Un'edizione del 6 settembre 1905 del Daily News Marshall, Michigan, scrisse un articolo sulla perdita della Iosco e dell'Olive Jeanette:

"Pequaming, Mich., Sept. 6. -- The steamer Iosco will have to be added to the list of ships which foundered on Lake Superior in the great gale last Sunday, if the story told be the wreckage through which the tug D.L. Hebard passed Tuesday is well founded.
Life preservers marked Iosco and much other wreckage were found near Huron Island. The stem of a schooner had been thrown up on the end of Point Abbaye. The body of a sailor was found ten miles this side of Point Abbaye.
It is now believed that both the Iosco and the schooner Olive Jeannette, which the Iosco had in tow, foundered in the vicinity where the wreckage had been sighted. It is certain that the Olive Jeanette is lost. The lighthouse keeper on Huron Island plainly saw a big schooner founder four miles north of the light at 4 o'clock Sunday afternoon. No steamer was in sight at the time. The schooner when first sighted had jib and foresail set, and was nearly waterlogged. Not long afterward the ship went down. The lighthouse keeper had no means of rendering assistance in the tremendous sea running. The three days which have elapsed since the Olive Jeannette foundered would have brought news from the Iosco were that boat still afloat, but the owners at Cleveland last night gave up hope. The Iosco carried a crew of nineteen men. The Olive Jeannette carried a crew of seven men. The Iosco and Jeannette, laden with iron ore, left Duluth at noon last Thursday bound for Lake Erie. They were caught by the storm when halfway down Lake Superior, and must have been driven back with the hope of finding shelter among the islands east of Keweenaw Peninsula. The Iosco was commanded by Captain Nelson Gonyaw."

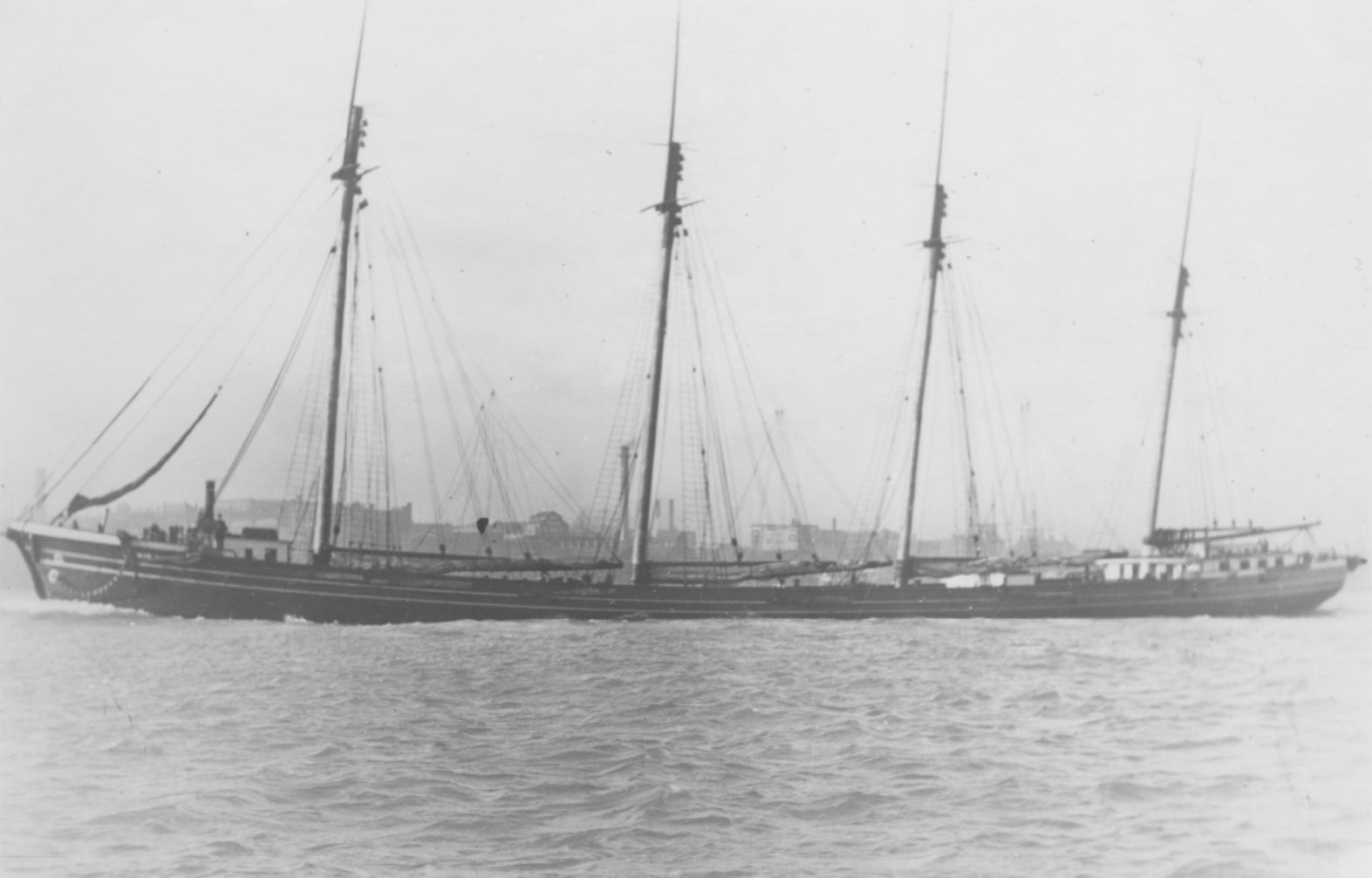
La goletta Olive Jeanette

(in italiano "Pequaming, Michigan, 6 settembre. - Il piroscafo Iosco dovrà essere aggiunto all'elenco delle navi naufragate nel Lago Superiore nella grande tempesta di domenica scorsa, se il relitto avvistato martedì scorso dall'equipaggio del rimorchiatore D.L. Hebard è del piroscafo. I salvagenti contrassegnati alla Iosco e molti altri relitti furono trovati vicino all'Isola di Huron. La prua di una goletta era stata tirata su all'estremità di Point Abbaye. Il corpo di un marinaio è stato trovato a dieci miglia al largo di Point Abbaye. Si ritiene ora che la Iosco e la goletta Olive Jeannette siano naufragati nelle vicinanze del relitto che era stato avvistato. È certo che l'Olive Jeanette sia perduto. L'operatore nautico sull'isola di Huron vide chiaramente una grande goletta inabissarsi quattro miglia a nord del faro alle 16:00 di domenica. Nessun piroscafo fu avvistato in quel momento. Quando venne avvistata per la prima volta la goletta  aveva il fiocco e l'albero di trinchetto regolati ed era molto probabilmente allagata. Non molto tempo dopo la nave naufragò. Il guardiano del faro non ebbe modo di prestare assistenza nel tremendo mare aperto. Nei tre giorni successivi al naufragio dell'Olive Jeannette venne chiesto se la Iosco fosse ancora a galla, ma ieri sera gli armatori a Cleveland persero ogni speranza. La Iosco trasportava un equipaggio di diciannove uomini. La Olive Jeannette trasportava un equipaggio di sette uomini. La Iosco e la Jeannette, cariche di minerale di ferro, lasciarono Duluth giovedì scorso a mezzogiorno dirette al Lago Erie. Furono colti dalla tempesta a metà del viaggio nel Lago Superiore e furono probabilmente respinti dalla speranza di trovare riparo tra le isole a est della penisola di Keweenaw. Il capitano della Iosco era Nelson Gonyaw.").